# Suore terziarie francescane
Le Suore Terziarie Francescane (in tedesco Franziskaner Tertiarschwestern) sono un istituto religioso femminile di diritto pontificio: le suore di questa congregazione pospongono al loro nome la sigla T.S.F.

## Storia
La congregazione fu fondata il 12 settembre 1700 a Bressanone da Maria Hueber (1653-1705) con l'aiuto del frate francescano Isidoro Kirnigl (1667-1737).
Era una comunità di terziarie regolari francescane con voti semplici e perpetui e di clausura vescovile: le loro costituzioni, basate sulla regola del terz'ordine di san Francesco approvata da papa Leone X nel 1521, furono approvate dal capitolo provinciale dei frati Minori Riformati del Tirolo nel 1724 e confermate dal vescovo di Bressanone, Kaspar Ignaz von Künigl.
Per lungo tempo il loro conventino di Bressanone rimase il solo della congregazione e i regolamenti limitarono a sei il numero di suore per comunità: dopo il concordato del 1855 tra la Santa Sede e l'imperatore Francesco Giuseppe il numero massimo di religiose per convento fu innalzato a venti e sorsero alcune filiali (Bolzano, Caldaro, Rio di Pusteria) che divennero case-madri di congregazioni indipendenti.
Nel capitolo generale celebrato a Caldaro nel 1928 tutti i conventi derivati da quello di Bressanone deliberarono di riunirsi in un'unica congregazione: la decisione fu approvata dalla sacra congregazione per i religiosi il 18 giugno 1929.
L'istituto, aggregato all'Ordine dei Frati Minori dal 16 aprile 1933, ricevette il pontificio decreto di lode il 14 luglio 1956.

## Attività e diffusione
Inizialmente le suore si dedicavano essenzialmente all'istruzione primaria delle fanciulle, ma poi estesero il loro campo d'azione alla cura degli orfani, all'opera di assistenza in case di riposo e ospedali, alle missioni.
Oltre che in Italia, sono presenti in Austria, Bolivia e Camerun; la sede generalizia è a Roma.
Alla fine del 2008 la congregazione contava 565 religiose in 60 case.